# دور دنیا (آهنگ آکوا)
دور دنیا (به انگلیسی: Around the World) نام ترانه‌ای استودیویی اثر گروه موسیقی آکوا که در سال ۲۰۰۰ خوانده شده‌است.